# Céphisodote le Jeune
Pour les articles homonymes, voir Céphisodote.

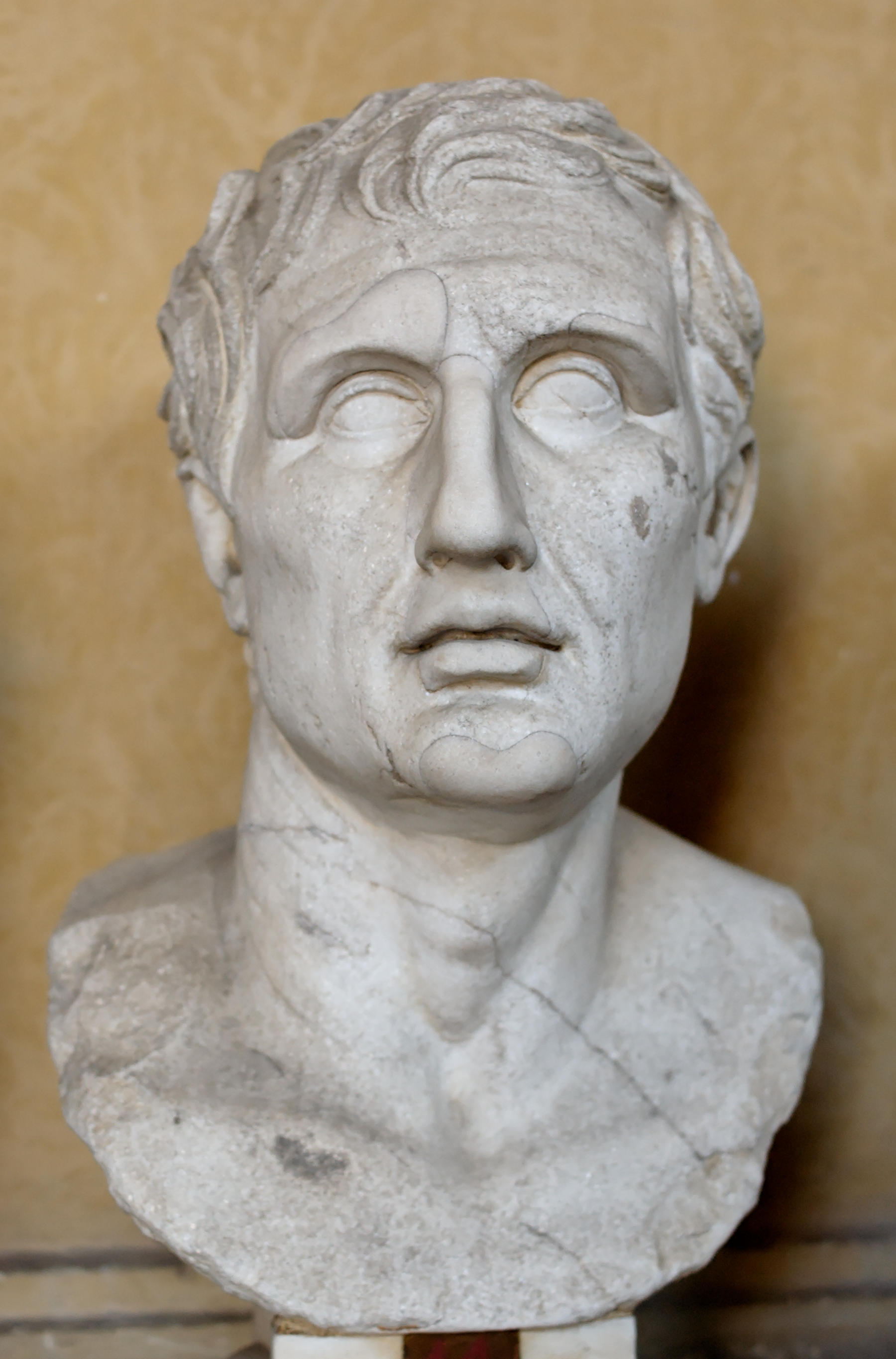
Buste de Ménandre, copie romaine de ce qui fut peut-être l'original de Céphisodote le Jeune et de son frère Timarchos, musée Chiaramonti (Vatican).

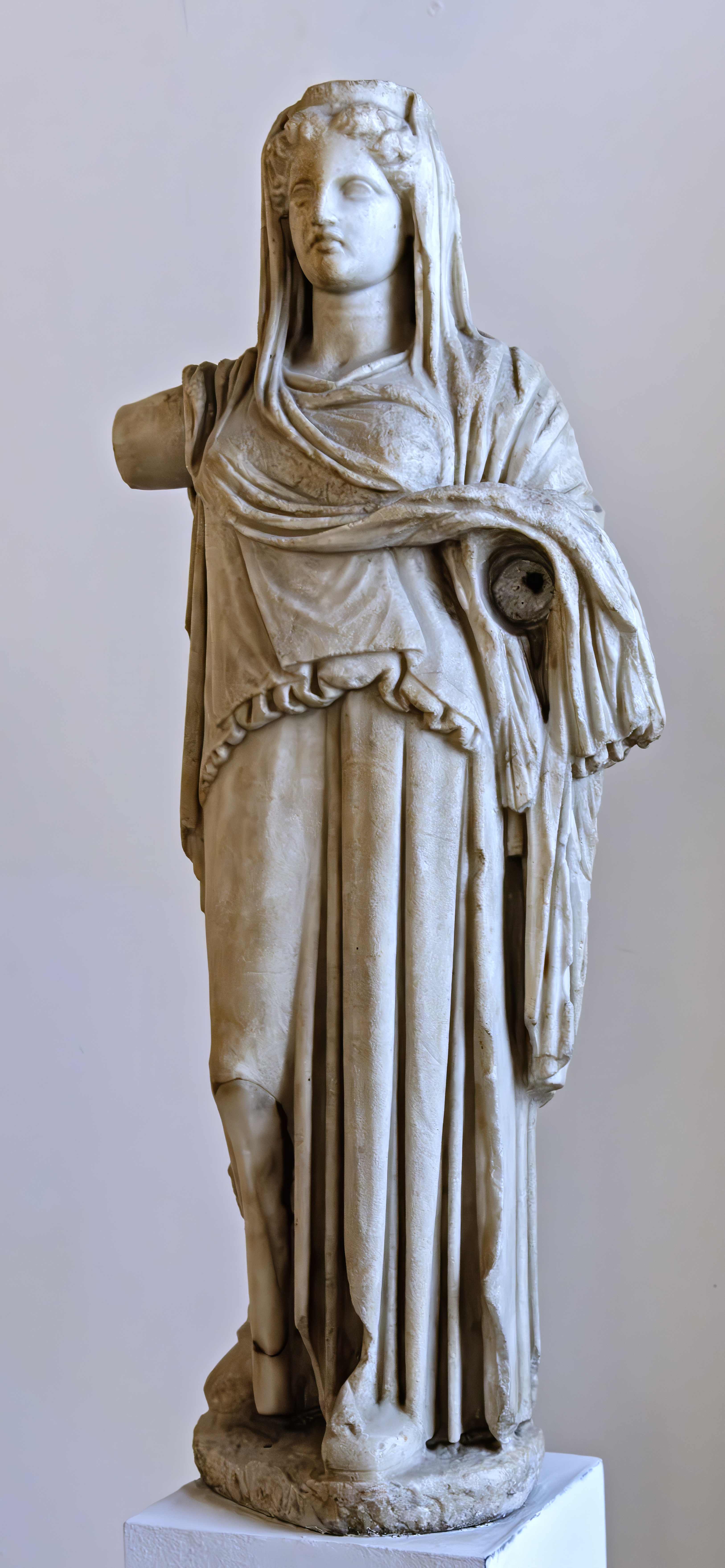
Déméter par Céphisodote le Jeune, Musée archéologique national de Venise

Céphisodote le Jeune est un sculpteur athénien de la fin du IVe siècle av. J.-C.

## Biographie
Il est le fils aîné de Praxitèle et le frère de Timarchos et très probablement le petit-fils de Céphisodote l'Ancien : l'usage grec est que le fils aîné porte le nom de son grand-père paternel. Tous trois sont des sculpteurs athéniens. Pline l'Ancien situe son apogée (floruit) dans la 121e olympiade, c'est-à-dire 296-293 av. J.-C. Il signe en 344-343 av. J.-C. une base de statue à l'Asclépieion d'Athènes, ce qui pose un problème de chronologie : la date semble trop précoce pour désigner le fils de Praxitèle, mais trop tardive pour désigner Céphisodote l'Ancien.
Céphisodote se consacre essentiellement à des portraits, qu'il fait payer fort cher : 1000 drachmes par client, soit l'équivalent de plus de 600 journées de travail d'un ouvrier de travaux publics. À partir de 335 av. J.-C., le nom de « Céphisodote, fils de Praxitèle » apparaît dans les listes officielles d'Athènes en tant que syntriérarque : il doit financer l'équipement complet d'une trière avec d'autres Athéniens qui, comme lui, appartiennent aux 300 plus riches de la cité. En tout, il prend part à six triérarchies, dont deux seul.

## Œuvre
Les textes anciens et les inscriptions lui attribuent, avec son frère Timarchos :
- des portraits : de l'orateur Lycurgue et de ses fils[9], de Théoxénidas, son grand-oncle[10], du poète Ménandre[11] (que l'on a pensé reconnaître dans une série de copies romaines[12]), d'une prêtresse d'Athéna Polias[13] ;
- des effigies divines : Ényo (la Discorde) dans le temple d'Arès à Athènes[14], le héros Cadmos à Thèbes[15].

Seul, il réalise :
- un symplegma[16] (groupe représentant un satyre poursuivant une ménade) ;
- des effigies divines : une Léto, une Aphrodite, une Héra, un Asclépios et une Artémis que Pline voit rassemblés à Rome[16] ;
- des portraits : les courtisanes Myrô de Byzance et Anytè de Tégée[17] ;
- diverses offrandes.